# 2020년 하계 올림픽 에스토니아 선수단
2020년 하계 올림픽 에스토니아 선수단은 2021년 일본 도쿄에서 열린 2020년 하계 올림픽에 참가한 올림픽 에스토니아 선수단이다.
에스토니아는 2020년 도쿄 하계 올림픽에 출전했다. 원래 2020년 7월 24일부터 8월 9일까지 열릴 예정이었던 올림픽은 코로나19 범유행으로 인해 2021년 7월 23일부터 8월 8일로 연기되었다. 이는 1992년 이후 8회 연속 올림픽 출전이자 하계 올림픽 역사상 전체 13번째 참가였다.
에스토니아 정부는 올림픽 금메달리스트에게 연간 4,600유로의 평생 수당과 퇴직 연령이 다가올 때 추가 지원을 제공한다.

## 출전 선수
| 종목         | 남자 | 여자 | 전체 |
| ------------ | ---- | ---- | ---- |
| 레슬링       | 1    | 1    | 2    |
| 배드민턴     | 1    | 1    | 2    |
| 사격         | 1    | 0    | 1    |
| 사이클       | 2    | 1    | 3    |
| 수영         | 2    | 1    | 3    |
| 승마         | 0    | 1    | 1    |
| 양궁         | 0    | 1    | 1    |
| 요트         | 1    | 1    | 2    |
| 유도         | 1    | 0    | 1    |
| 육상         | 6    | 1    | 7    |
| 조정         | 4    | 0    | 4    |
| 테니스       | 0    | 1    | 1    |
| 트라이애슬론 | 0    | 1    | 1    |
| 펜싱         | 0    | 4    | 4    |
| 전체         | 19   | 14   | 33   |

## 같이 보기
- 올림픽 에스토니아 선수단